# Marico (ファッションプロデューサー)
marico（まりこ、1982年5月22日 - ）は、ワコール出身のイメージコンサルタント・アパレルディレクター・ファッションYouTuber。本名は金岡茉莉子（かなおかまりこ）。
2018年9月にパーソナルカラー・骨格・顔タイプ診断を行い、それをもとに似合うファッションとメイクを提案するイメージコンサルティングサロン「mari-colore」を千葉で開業。その後、株式会社マリコローレを2021年4月に設立。現在はイメージコンサルティングサロン事業・メディア事業・アパレル通販、イメコンアプリなど、幅広く事業を展開している。

## 来歴
1982年5月、千葉県鎌ケ谷市生まれ。慶應義塾大学を卒業後、2005年にワコールへ入社。カタログ通販事業部にて『LOVE BODY』の商品企画を担当。その後広報部に異動となり、インナーウェア（ブラジャー・ショーツ）の魅力と重要性を伝える仕事に従事。2児を出産しながら働いた後に退社（その後1児をもうけて現在は3児の母）。
退社後に「パーソナルカラーアナリスト」「骨格診断アナリスト」「顔タイプ診断アドバイザー」の資格を取得し、イメージコンサルタントとして独立。その後2021年4月に株式会社マリコローレを設立し、現在に至る。

### サロン
2018年9月にパーソナルスタイルサロン「mari-colore」を開業。当初は自宅サロンであり、開業から半年間は客数が0人だったことを自身のYouTubeチャンネルで話している。
現在は、東京新宿サロンと千葉津田沼サロンの2店舗を展開し、年間2000名以上の利用者に対して、パーソナルカラー診断・骨格診断・顔タイプ診断を行い、一人ひとりに似合うファッションとメイクを指導している。

### 自社ブランド
2021年4月にパーソナルファッションブランド「mari-colore」を立ち上げ。大人の女性向けの服やアクセサリーなどを展開している。

## 資格
- パーソナルカラーアナリスト（ICBインターナショナル認定）
- 骨格診断ファッションアナリスト（ICBインターナショナル認定）
- 顔タイプアドバイザー1級（日本顔タイプ診断協会認定）